# گمینا کوژمینک
گمینا کوژمینک (به لهستانی:  Gmina Koźminek) یک گمینا در لهستان است که در شهرستان کالیش واقع شده‌است. گمینا کوژمینک ۸۸٫۴۳ کیلومتر مربع مساحت و ۷٬۵۱۴ نفر جمعیت دارد.